# 中文电码
中文电码，又称中文商用电码、中文电报码或中文电报明码，原本是於电报之中传送中文信息的方法。它是第一个把汉字化作电子讯号的编码表。
自摩尔斯电码在1835年发明后，一直只能用来传送英语或以拉丁字母拼写的文字。1873年，法国驻华人员威基杰（Septime Auguste Viguier）参照《康熙字典》的部首排列方法，挑选了常用汉字6800多个，编成了第一部汉字电码本《电报新书》。后由任上海电报局首任总办的郑观应将其改编成为《中国电报新编》。
中文电码表采用了四位阿拉伯数字作代号，从0001到9999按四位数顺序排列，用四位数字表示最多一万个汉字、字母和符号。汉字先按部首，后按笔划排列。字母和符号放到电码表的最尾。後來由於一萬個漢字不足以應付戶籍管理的要求，又有第二字面漢字的出現。在香港，兩個字面都採用同一編碼，由輸入員人手动選擇字面；在台灣，第二字面的漢字會在開首補上“1”字，變成5個數字的編碼。

## 应用
中文电码可用作电脑裡的中文输入法，但因中文电码並無特定規律，记忆困难，一般用户几乎无法熟练地掌握使用。
中国公民在填写申请美国签证的DS-160表格会被要求输入其汉字姓名的电报码。
在香港和澳門，每个有中文姓名的市民的身份证上，均会在他的姓名下面印有中文电码。在香港，外國人取得的入港簽證亦有印上中文电码。從前在香港很多政府或商业机构的表格中，都会要求填写者填写他的中文电码以便輸入電腦；不過自電腦支持中文輸入法後，這情況已經不普遍。

## 参看
- 中文输入法
- 摩尔斯电码
- 韵目代日
- GB18030
- 1983年《标准电码本（修订本）》的维基词典页面

## 外部連結
- 中文编码网页（页面存档备份，存于）
- 南极星网上电码转换（页面存档备份，存于）
- Chinese Commercial Code 中文電碼（页面存档备份，存于）
- VimIM 中文电报输入查询（页面存档备份，存于）
- 澳門政府第88/85/M號法令附件 - 《密碼及廣州音譯音之字音表》手冊 （页面存档备份，存于）
- cablegram.link  中文電報代碼 （页面存档备份，存于）